# Zandberg (Guéldria)
Zandberg (51° 57′ N, 5° 21′ L) é uma vila dos Países Baixos, na província de Guéldria. Zandberg (Guéldria) pertence ao município de Buren, e está situada a 9 km, a noroeste de Tiel.